# Tisserin à pieds jaunes
Ploceus flavipes
Espèce
Synonymes
- Malimbus flavipes

Statut de conservation UICN

 VU B1ab(i,ii,iii,v);C2a(ii) : Vulnérable
Le Tisserin à pieds jaunes (Ploceus flavipes) est une espèce de passereaux appartenant à la famille des Ploceidae.